# صامويل ستيوارت
صامويل ستيوارت (بالإنجليزية: Samuel Stewart)‏ (29 نوفمبر 1895 – 29 أغسطس 1950) هو ملاكم أمريكي راحل، مثّل بلاده في الألعاب الأولمبية الصيفية 1920.

## روابط خارجية
صامويل ستيوارت على موقع أوليمبيديا (الإنجليزية)